# Ondřej Kolář
Ondřej Kolář, né le 17 octobre 1994 à Liberec en Tchéquie, est un footballeur international tchèque qui évolue au poste de gardien de but au SK Slavia Prague.

## Biographie

### Carrière en club

#### Slovan Liberec
Natif de Liberec en Tchéquie, Ondřej Kolář est formé par le club de sa ville natale, le FC Slovan Liberec, mais c'est avec le FK Varnsdorf, où il est prêté en début d'année 2013, qu'il fait ses débuts en professionnel.

#### Slavia Prague
Le 22 janvier 2018, Kolář est recruté par le SK Slavia Prague, qui débourse un million d'euros pour s'attacher ses services, faisant de lui le gardien de but le plus cher de la Ligue.
Avec le Slavia, il participe à la Ligue Europa lors de la saison 2018-2019. Le Slavia atteint les quarts de finale de la compétition, en étant battu par le club anglais de Chelsea. La saison suivante, il participe avec cette même équipe à la phase de groupe de la Ligue des champions. Lors de ce tournoi, Kolář prend part à six matchs, avec pour résultats deux nuls et quatre défaites.
Le 18 mars 2021, lors des huitièmes de finale de la Ligue Europa 2020-2021 face au Glasgow Rangers il sort sur blessure après avoir été violemment touché au visage par Kemar Roofe. Il est remplacé par Matyáš Vágner dans les buts du Slavia. Son équipe s'impose par deux buts à zéro ce jour-là, et donc qualifiée pour le tour suivant. Kolář est toutefois contraint de porter un casque pendant les matchs depuis ce jour.

### En équipe nationale
Avec l'équipe de Tchéquie des moins de 20 ans, Kolář joue un total de trois matchs, tous en 2014.
Le 6 septembre 2018, il figure pour la première fois sur le banc des remplaçants de l'équipe nationale A, mais sans entrer en jeu, lors d'une rencontre face à l'Ukraine. Ce match perdu 1-2 rentre dans le cadre de la Ligue des nations de l'UEFA 2018-2019. Ondřej Kolář honore finalement sa première sélection avec l'équipe nationale de Tchéquie le 17 novembre 2019, en étant titularisé face à la Bulgarie lors d'un match des éliminatoires de l'Euro 2020. Les Tchèques sont battus sur le score de un but à zéro ce jour-là.

## Palmarès
- Champion de Tchéquie en 2019,2020 et 2021 avec le Slavia Prague
- Vice-champion de Tchéquie en 2018 avec le Slavia Prague
- Vainqueur de la Coupe de Tchéquie en 2018 et 2019 avec le Slavia Prague
- Vainqueur de la Supercoupe tchéco-slovaque en 2019 avec le Slavia Prague